# Arthur Rosenberg
Arthur Rosenberg, född 19 december 1889 i Berlin, död 7 februari 1943 i New York, var en tysk-judisk marxistisk historiker, författare och politiker.
Rosenberg tjänstgjorde vid Kriegspresseamt under första världskriget. Efter Tysklands nederlag 1918 anslöt han sig till Tysklands oberoende socialdemokratiska parti (USPD). År 1920 gick han med i Tysklands kommunistiska parti (KPD). Efter hårda interna konflikter lämnade han partiet för att undervisa vid Humboldtuniversitetet i Berlin.
År 1933 blev Rosenberg avskedad på grund av sin judiska bakgrund och flyttade för att undervisa i Schweiz, sedan 
England och slutligen New York där han avled 1943.

## Skrifter
- Imperial Germany: The Birth of the German Republic, 1871–1918.  Oxford University Press (1931), translation by Ian Morrow (*1896), original: Die Entstehung der deutschen Republik, Berlin, 1930
- A History of Bolshevism: From Marx to the First Five Years' Plan. (1932)
- Fascism as a Mass Movement. (1934)
- A History of the German Republic, 1918-1930. (1936)
- Democracy and Socialism: A Contribution to the Political History of the Past 150 Years. (1938)

## På svenska
- Fascismen som massrörelse (1934) Clarté förlag (1935), översättning av Leif Björk, Verbal förlag (2016)